# Ottmar Walter
Ottmar Walter, född 6 mars 1924 i Kaiserslautern, död 16 juni 2013 i Kaiserslautern, var en tysk professionell fotbollsspelare (anfallare) som mellan 1950 och 1955 spelade 20 landskamper och gjorde 10 mål för det västtyska landslaget och blev världsmästare vid VM 1954. Walter spelade största delen av sin spelarkarriär i FC Kaiserslautern där även hans bror Fritz Walter spelade. I VM-finalen 1954 var han en av fem spelare från FC Kaiserslautern. Han slutade spela fotboll 1956 på grund av knäproblem.

## Meriter
- VM-slutspel: 1954
  - VM-guld: 1954
- Tysk mästare 1951, 1953